# 1353
Năm 1353 là một năm trong lịch Julius.